# آرمین صیادی
آرمین صیادی شهروند ۱۸ سالهٔ معترض بود که در جریان خیزش ۱۴۰۱ ایران به تاریخ ۲۰ مهر، در محله دره دریژ کرمانشاه بر اثر شلیک نیروهای امنیتی جمهوری اسلامی جان خود را از دست داد.

## واکنش‌ها
شامگاه روز چهارشنبه بیستم مهرماه، معترضان با انسداد خیابان‌ها و سر دادن شعارهای اعتراضی در نقاطی از کرمانشاه به خیابان‌ها آمدند که اعتراضات با دخالت نیروهای امنیتی و ضد شورش به خشونت کشیده شد و نیروهای امنیتی با معترضان درگیر و به سوی آنان اقدام به شلیک مستقیم کردند.